# Mistelbach, Oberfranken
Mistelbach är en kommun och ort i Landkreis Bayreuth i Regierungsbezirk Oberfranken i förbundslandet Bayern i Tyskland.
Kommunen ingår i kommunalförbundet Mistelbach tillsammans med kommunerna Gesees och Hummeltal.